# إيلانجوق
إيلانجوق هي قرية في مقاطعة نير، إيران. عدد سكان هذه القرية هو 400 في سنة 2006.